# Gand-Wevelgem femminile 2023
La Gand-Wevelgem femminile 2023, undicesima edizione della corsa e valevole come ottava prova dell'UCI Women's World Tour 2023 categoria 1.WWT, si svolse il 25 marzo 2023 su un percorso di 162,5 km, con partenza da Ypres e arrivo a Wevelgem, in Belgio. La vittoria andò alla svizzera Marlen Reusser, la quale completò il percorso in 4h16'47", alla media di 37,97 km/h, precedendo la statunitense Megan Jastrab e l'olandese Maike van der Duin.
Sul traguardo di Wevelgem 73 cicliste, delle 138 partite da Ypres, portarono a termine la competizione.

## Squadre e corridori partecipanti
| N.      | Cod. | Squadra                         |
| ------- | ---- | ------------------------------- |
| 1-6     | TFS  | Trek-Segafredo                  |
| 11-16   | SDW  | Team SD Worx                    |
| 21-26   | UAD  | UAE Team ADQ                    |
| 31-36   | TIB  | EF Education-Tibco-SVB          |
| 41-46   | AGS  | AG Insurance-Soudal Quick-Step  |
| 51-56   | MOV  | Movistar Team Women             |
| 61-66   | WNT  | Ceratizit-WNT Pro Cycling       |
| 71-76   | COF  | Cofidis Women Team              |
| 81-86   | DRP  | Lifeplus Wahoo                  |
| 91-96   | JVW  | Team Jumbo-Visma                |
| 102-106 | PRO  | Proximus-Alphamotorhomes-Doltc. |
| 111-116 | LDL  | Lotto Dstny Ladies              |

| N.      | Cod. | Squadra                         |
| ------- | ---- | ------------------------------- |
| 121-126 | CSR  | Canyon-SRAM Racing              |
| 131-136 | FDJ  | FDJ-Suez                        |
| 141-146 | ZAF  | Zaaf Cycling Team               |
| 151-156 | FED  | Fenix-Deceuninck                |
| 161-166 | HPW  | Human Powered Health            |
| 171-176 | CGS  | Israel Premier Tech Roland      |
| 181-186 | LIV  | Liv Racing TeqFind              |
| 191-196 | UXT  | Uno-X Pro Cycling Team          |
| 201-206 | DSM  | Team DSM                        |
| 211-216 | JAY  | Team Jayco AlUla                |
| 221-226 | PHV  | Parkhotel Valkenburg            |
| 231-236 | DCH  | Duolar-Chevalmeire Cycling Team |

## Ordine d'arrivo (Top 10)
| Pos. | Corridore               | Squadra | Tempo    |
| ---- | ----------------------- | ------- | -------- |
| 1    | Marlen Reusser          | SD Worx | 4h16'47" |
| 2    | Megan Jastrab           | DSM     | a 2'42"  |
| 3    | Maike van der Duin      | Canyon  | s.t.     |
| 4    | Karlijn Swinkels        | Jumbo   | s.t.     |
| 5    | Christina Schweinberger | Fenix   | s.t.     |
| 6    | Marta Bastianelli       | UAE     | s.t.     |
| 7    | Elinor Barker           | Uno-X   | s.t.     |
| 8    | Clara Copponi           | FDJ     | s.t.     |
| 9    | Anna Henderson          | Jumbo   | s.t.     |
| 10   | Shari Bossuyt           | Canyon  | s.t.     |